# ريمان (محافظة المويه)
ريمان قرية سعودية، ومركز في محافظة المويه بمنطقة مكة المكرمة، تقع في شرق مدينة الطائف بمسافة نحو ( ) كم.